# راک‌استار هند
راک‌استار هند یک توسعه دهنده بازی‌های رایانه‌ای هندی است، این شرکت بخشی از راک‌استار گیمز و متعلق به تیک-تو-اینتراکتیو است.
تا قبل از اعلام رسمی فعالیت به عنوان بخشی از استودیوهای راک‌استار گیمز، در پروژه‌های رد دد ریدمپشن و مکس پین ۳ و همچنین اتومبیل‌دزدی بزرگ ۵ مشارکت داشته است